# Onthophagus psychopompus
Onthophagus psychopompus es una especie de insecto del género Onthophagus, familia Scarabaeidae, orden Coleoptera.

Fue descrita científicamente por Ziani & Garakhloo en 2010.